# Nubhetepti-khered
Nubhetepti-khered (Nwb ḥtptj-ẖrd / Nbw ḥtptj-ẖrd, "L’Or [= Hathor] està satisfet-el petit") va ser una princesa egípcia de la XIII Dinastia. Tenia el títol de Filla del Rei, però es desconeix de quin rei es tracta.

## Enterrament

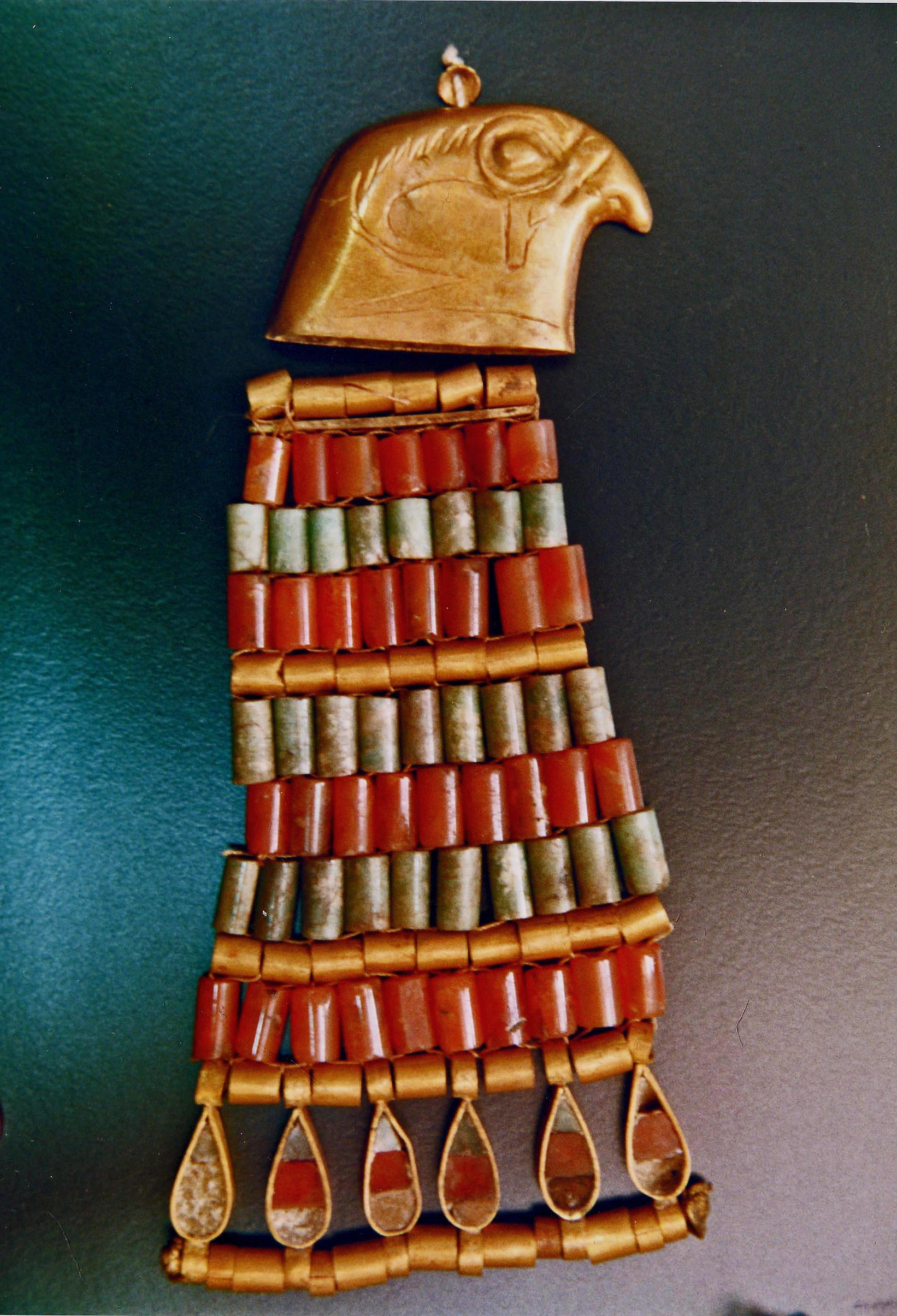
Part del tresor de Nubhetepti-khered. Museu Egipci del Caire.

Bàsicament només se la coneix per la seva inhumació a Dashur, descoberta el 1894 per l'arqueòleg francès Jacques de Morgan, a prop de la piràmide d'Amenemhet III. El seu enterrament es va trobar al final d’un llarg passadís. Consistia en dues cambres, una sobre l'altra. La cambra inferior contenia el fèretre i el vasos canopis de la princesa. A la cambra superior s'hi havien col·locat diversos béns funeraris.
El cos de Nubhetepti-khered es va col·locar en un fèretre de fusta, decorat amb fulles d'or inscrites. Al taüt s'hi van trobar les restes d’un taüt antropomorf interior daurat. El cos de Nubhetepti-khered estava adornat amb un ampli collaret usekh (ample) i amb braçalets i tormelleres. Al costat del cos s'hi van trobar diverses insígnies reials, com ara un flagell i un ceptre. El cofre canòpi de fusta també estava adornat amb fulles d’or i contenia quatre vasos canòpis fets d'alabastre.
A la cambra superior s'hi van trobar diversos vasos de ceràmica. Hi havia una caixa amb pots de pomada i una segona caixa llarga amb altres insígnies reials. Fins ara no es coneix Nubhetepti-khered fora del seu enterrament.

## Identitat
Probablement estava relacionada amb el rei Hor, que va ser enterrat al seu costat. En cas que Hor no fos el seu pare, Miroslav Verner proposa que era filla d'Amenemhet III de la XII dinastia, que era el propietari original de tot el complex funerari.
Atès que khered significa "nen"/"petit", és possible que la seva mare es digués Nubhetepti; de fet, hi ha una Gran Esposa Reial d'aquest període anomenada Nubhetepti que apareix en uns escarabats.